# 栋农莱迪约兹
栋农莱迪约兹（法語：Domnom-lès-Dieuze，法語發音：[dɔ̃nɔ̃ lɛ djøz]，意为“迪约兹附近的栋农”）是法国摩泽尔省的一个市镇，属于萨尔堡-萨兰堡区。该市镇总面积6.63平方公里，2009年时的人口为100人。

## 人口
栋农莱迪约兹人口变化图示